# Mya Diamond

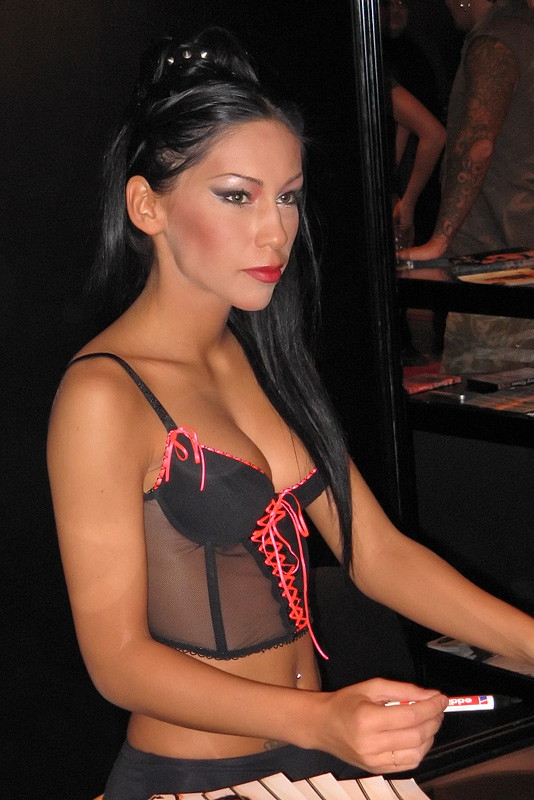
Mya Diamond, 2005

Mya Diamond (* 11. April 1981 in Budapest, Ungarn) ist eine ungarische Pornodarstellerin.

## Leben
Nach Darstellung ihrer Website wuchs Diamond in ärmlichen Verhältnissen in Marcali auf. Sie hat einen Bruder und eine Schwester, die 17 Jahre jünger ist. Im Alter von 14 Jahren gewann sie bei einem landesweiten Deutschwettbewerb. Nach ihrem Schulabschluss studierte sie an der Universität, arbeitete aber zunächst nebenher, bald ausschließlich an der Rezeption eines Hotels und als Model. 2003 zog sie mit ihrem Freund nach Budapest und fing an, als Model für Softcore-Fotos und in Filmen mit lesbischen Szenen aufzutreten. Noch im selben Jahr begann sie mit Billigung ihrer Familie mit der Tätigkeit als Darstellerin in Hardcore-Pornofilmen, um ihre Mutter und ihre Geschwister finanziell unterstützen zu können. Dabei war anfangs ihr einziger männlicher Filmpartner ihr langjähriger Freund, nach etwa 6 Monaten betätigte sie sich sexuell jedoch auch mit anderen Männern. Sie hat seither in etwa 100 Filmen mitgewirkt, oft für die Pornofilmgesellschaft Private, die ihr die Compilation The Private Life of Mya Diamond widmete.
Im Jahr 2005 erschien Diamond in der durch Leserwahl ermittelten Liste der 100 Sexiest Women in the World in der ungarischsprachigen Ausgabe der Zeitschrift For Him Magazine (FHM).

## Auszeichnungen und Nominierungen
- 2005: Ninfa-Award-Nominierung als Best Actress in Sex Angels
- 2006: Ninfa Award als Best Actress in Sex Angels 2
- 2007: AVN-Award-Nominierung als Female Foreign Performer of the Year
- 2007: AVN-Award-Nominierung in der Kategorie Best Group Sex Scene (Film) in Emperor
- 2007: AVN-Award-Nominierung in der Kategorie Best Sex Scene in a Foreign-Shot Production in Sex Angels 2

## Filmografie (Auswahl)
- 2004: Russian Institute - Lesson 1
- 2004: Diamond Girl 1
- 2004: Sex Angels 1
- 2004: Voyeur 29
- 2005: Chateau 1 – The Struggle for Power
- 2005: La Moglie del Professore
- 2006: Porn Wars – Episode 1
- 2006: Sex Angels 2
- 2006: Sex City – Teil 3
- 2006: Emperor (2006)
- 2007: Footsie Babes 2
- 2007: The Mirror EffectEffect
- 2008: Anetta